# Machine Gun Kelly
George Celino Barnes (18. července 1895 – 18. července 1954), známější jako „Machine Gun Kelly“, byl americký gangster v době prohibiční éry. Svou přezdívku si vybral podle své nejoblíbenější zbraně, Thompsonova samopalu. Jeho nejslavnější zločin byl únos ropného magnáta a obchodníka Charlese F. Urschela v červenci 1933, se svým gangem od něj získal výkupné 200 000 dolarů. Jejich oběť sesbírala dostatečné důkazy ohledně únosu, které následně pomáhaly vyšetřování FBI. Kelly byl zatčen v Memphisu v Tennessee 26. září 1933. Mezi jeho zločiny patří také pašeráctví a ozbrojené loupeže.
Zemřel po strávení 22 let ve vězení a 17 let na ostrovní věznici Alcatraz, tam získal přezdívku „Pop Gun Kelly“. Příčinou smrti byl infarkt dne 18. července 1954, na jeho 59. narozeniny. Je pohřben v Cottondale Texas Cemetery, na hrobu je napsáno „George B. Kelley 1954“.

## V populární kultuře

### Film a televize
- Machine Gun Kelly a jeho zločiny byly volně ztvárněny ve filmu z roku 1958, Machine-Gun Kelly, s Charlesem Bronsonem v hlavní roli.
- Machine Gun Kelly je jedna z hlavních postav v TV filmu z roku 1974,  Melvin Purvis: G-Man.
- Machine Gun Kelly je ztvárněn ve filmu z roku 1993, A tak jsem si vzal řeznici.

### Hudba
- Machine Gun Kelly a Kathryn Kellyová byli inspirací pro song od Jamese Taylora, „Machine Gun Kelly“ (1970), z jeho debutové alba z roku 1971 Mud Slide Slim and the Blue Horizon.
- Punková hudební skupina Angelic Upstarts vydala v roce 1984 singl s názvem „Machine Gun Kelly“.
- V songu „M.V.P.“ od rappera Big L je řečeno: „Utíkám jako Machine Gun Kelly s černou lebkou, jednu ti dám na břicho, nechám tě smrdět, tak vezmi si svoje Pelle Pelle“.
- V songu „Bluesman“ od Harryho Chapina je sloka: „Ne! Blázni hrají blues jako Machine Gun Kelly, pět set rýmu na baru...“.
- Rapperka Foxy Brownová rappuje o Machine Gun Kelly ve svém songu „Massacre“.
- Je zmíněn v songu od These Animal Men, „I'm Not Your Babylon“, přesněji se o něm zde zpívá: „Machine Gun Kelly byl první, kdo okusil crack“.
- Americký rapper MGK si dal svůj pseudonym právě podle Machine Gun Kelly.